# Международный совет футбольных ассоциаций
Междунаро́дный сове́т футбо́льных ассоциа́ций (англ. International Football Association Board, сокр. IFAB, в русской транслитерации — ИФАБ) — международная организация, которая занимается ведением и регулированием правил игры в футбол.

## Основные положения
Совет представлен родоначальниками футбола: футбольными ассоциациями Англии, Шотландии, Уэльса и Северной Ирландии — и ФИФА, организацией, занимающейся ведением футбола на международном уровне. В совете каждая британская футбольная ассоциация имеет 1 голос, а ФИФА имеет 4 голоса. Решения ИФАБ должны быть одобрены тремя четвертями голосов; это означает, что для принятия решения требуется минимум шесть голосов. Таким образом, 2 голоса ФИФА необходимы для принятия любого постановления ИФАБ, но ФИФА сама по себе не может изменять правила игры; они должны быть согласованы, по крайней мере, двумя членами любых британских ассоциаций. Существует также правило кворума, что по крайней мере четыре из пяти ассоциаций-членов, один из которых должен быть от ФИФА, должны присутствовать на встрече, чтобы заседание состоялось. Совет собирается два раза в год: один раз, чтобы принять решение о возможных изменениях в правилах, регулирующих игры в футбол, и один раз обсудить свои внутренние дела. Первое заседание называется годовое общее собрание, а вторая — ежегодная деловая встреча. За четыре недели до собрания члены ассоциации должны направить свои предложения в письменном виде секретарю принимающей ассоциации. Затем ФИФА выводит список предложений, которые распространяются на все другие объединения, на экспертизу. Годовое общее собрание акционеров проводится в феврале или марте, а ежегодная деловая встреча проводится в период с сентября по октябрь. В случае необходимости, Совет может встретиться в специальном совещании независимо от проведения ежегодных встреч. На пресс-конференции по итогам специального совещания, организованного ФИФА в Цюрихе 5 июля 2012 года, было объявлено об одобрении Советом системы видео-гол, позволяющей точно определить взятие ворот в сложных ситуациях. Подобная система была опробована на чемпионате мира по футболу 2014 года в Бразилии.
Решения годового общего собрания о внесении изменений в правил игры являются обязательными для конфедераций и ассоциаций-членов, начиная с 1 июля. Но конфедерации, текущий сезон которых ещё не закончился до 1 июля, могут отсрочить введение принятых изменений в правила игры до начала своего следующего сезона.

## История
Хотя правила футбола были в значительной степени стандартизированы в начале 1880-х годов, четыре британских футбольных ассоциаций применяли немного разные версии правил. Это создавало проблемы в организации международных матчей, так как в матчах использовалась редакция правил принимающей стороны. В определенном смысле это было приемлемо, но зачастую несправедливо. Чтобы исправить это, британские ассоциации встретились 6 декабря 1882 года в Манчестере, для того чтобы принять общий набор правил, которые могут быть применены к матчам между сборными британских футбольных ассоциаций. Конференция создала первый международный турнир — Домашний чемпионат Великобритании — и предложил создать постоянно действующий орган для регулирования правил игры.
Первое заседание ИФАБ состоялась в офисе Футбольной ассоциации Англии в Холборн Виадук в Лондоне в среду 2 июня 1886 года. У каждой британской ассоциации было равное право голоса.
ФИФА — организация, управляющая всем мировым футболом, орган международной организации для спорта — была создана в Париже в 1904 году. ФИФА заявила, что они будут придерживаться правил, установленных ИФАБ. Растущая популярность игры на международном уровне привела к допуску представителей ФИФА в ИФАБ в 1913 году. Первоначально они имели только два голоса и не могли изменить решения, принятые британскими ассоциациями. В 1958 году Совет принял решение о его нынешней системе голосования, согласно которой каждая из британских ассоциаций имеет 1 голос, а ФИФА — 4 голоса; теперь для принятия решения требуется как минимум 6 голосов из 8 любых членов совета. 
После разделения Ирландии в 1921 году, наименование ИФА было соотнесено с Северной Ирландией, которая осталась в составе Соединенного Королевства, и за ней был сохранен голос в Совете. Футбольная организация ФАИ, образованная независимой Республикой Ирландия, не имеет голоса британских ассоциаций.